# Tim Bowman Jr.
Timothy Bowman Jr. (nacido el 26 de mayo de 1987) es un músico de góspel estadounidense. Comenzó su carrera musical en el 2012 con el lanzamiento de Beautiful de Trippin 'N' Rhythm Records. Este álbum fue su gran lanzamiento en las listas de álbumes de góspel e independientes de la revista Billboard . La canción "He Will", con Vickie Winans, su tía paterna, se ubicó en la lista Hot góspel Songs de la revista Billboard . Es un artista nominado a los premios Grammy, Dove y Stellar. Su álbum aclamado por la crítica "Listen" debutó en el n.° 1 en Billboard góspel Albums y obtuvo 2 sencillos en el n.° 1 del proyecto "I'm Good" y "Fix Me".

## Primeros años de vida
Bowman nació el 26 de mayo de 1987, en la ciudad de Detroit, Michigan . Su padre es el destacado guitarrista de jazz suave Tim Bowman, y su tía es la artista de música góspel Vickie Winans . Se especializó en ciencias farmacéuticas mientras asistía a la Universidad Estatal de Wayne .

## Carrera musical
Su carrera discográfica comenzó en 2012 con el álbum Beautiful, lanzado por Trippin 'N' Rhythm Records. Este álbum fue su gran lanzamiento en las listas de la revista Billboard, que lo colocaron en el puesto número 8 en los álbumes de góspel y en el puesto 50 en las listas de álbumes independientes . La canción "He Will", con la tía Vickie Winans, ocupó el puesto 19 en la lista Hot góspel Albums de la revista Billboard .

## Vida personal
Bowman Jr. le propuso matrimonio a su novia, Brelyn Freeman, el 25 de diciembre de 2014, mientras su familia celebraba la Navidad en Michigan. La pareja se casó el 10 de octubre de 2015 en Upper Marlboro, Maryland . El domingo 19 de agosto de 2018, él y su esposa fueron ordenados pastores de música y pastores milenarios en el Centro cristiano Spirit of Faith bajo la dirección del apóstol Mike y la Dra. DeeDee Freeman. Bowman Jr comenzó una tradición en 2019; cada febrero, él y Faith Music y un cantante de góspel invitado cantan tributos a diferentes artistas de góspel negros cada semana en febrero para el Mes de la Historia Negra.

## Discografía
| Título   | Detalles del álbum                                                                    | Posiciones pico en el gráfico | Posiciones pico en el gráfico | Ventas     |
| Título   | Detalles del álbum                                                                    | EUA Góspel                    | EUA Ind.                      | Ventas     |
| -------- | ------------------------------------------------------------------------------------- | ----------------------------- | ----------------------------- | ---------- |
| Hermoso  | - Lanzamiento: 10 de abril de 2012 - Label: Trippin 'N' Rhythm - CD, descarga digital | 8                             | 50                            | - EE. UU.: |
| Escuchar | - Lanzamiento: 6 de mayo de 2016 - Label: Trippin 'N' Rhythm - CD, descarga digital   | 1                             | —                             |            |

### Individual
| Año  | Sencillos                       | Posiciones de gráfico |
| Año  | Sencillos                       | Góspel                |
| ---- | ------------------------------- | --------------------- |
| 2010 | "Él lo hará"                    | 19                    |
| 2012 | "Ten una feliz pequeña Navidad" | —                     |
| 2015 | "Estoy bien"                    | 1                     |